# Пясек (Вармінсько-Мазурське воєводство)
Пясек (пол. Piasek, нім. Sand) — село в Польщі, у гміні Гурово-Ілавецьке Бартошицького повіту Вармінсько-Мазурського воєводства.
Населення — 81 особа (2011).

## Демографія
Демографічна структура станом на 31 березня 2011 року:
|          | Загалом | Допрацездатний вік | Працездатний вік | Постпрацездатний вік |
| -------- | ------- | ------------------ | ---------------- | -------------------- |
| Чоловіки | 40      | 6                  | 31               | 3                    |
| Жінки    | 41      | 11                 | 23               | 7                    |
| Разом    | 81      | 17                 | 54               | 10                   |